# Уоткинс, Беверли
Беверли «Гитара» Уоткинс (англ. Beverly «Guitar»  Watkins; 6 апреля 1939, Атланта, Джорджия, США — 1 октября 2019, там же) — американская блюзовая гитаристка и певица. Номинант Blues Music Awards в номинации «Лучший дебют» (2001) .

## Биография
Беверли Уоткинс родилась в Атланте, штат Джорджия в 1939 году. Её мать умерла, когда Беверли было три месяца, и она воспитывалась бабушкой и дедушкой в Коммерсе, Джорджия. Семья была музыкальной: дед играл на банджо, четыре сестры матери составляли вокальную группу, отец играл на губной гармонике . Когда ей было восемь лет её тётя подарила Беверли гитару. Вскоре умер дед, и в 11-летнем возрасте Беверли переехала в Атланту к тёте. Она начала заниматься музыкой в школе, и в старших классах играла на трубе и бас-гитаре в группе под названием Billy West Stone and the Down Beats. В 16-летнем возрасте её познакомили с Пиано Редом, у которого было ежедневное радиошоу на WAOK, и вскоре она присоединилась к группе Piano Red and the Meter-tones, которая играла в ряде городов близ Атланты, а затем в клубах Атланты, таких как Magnolia Ballroom и Casino, а также гастролировала по юго-востоку США, выступая в основном в колледжам. Через некоторое время группа переименовала себя в Piano Red and the Houserockers и они начали гастролировать по всей стране.
Группа выпустила два успешных сингла: «Dr. Feelgood» и «Right String but the Wrong Yo-Yo». После записи «Dr. Feelgood» группа была известна под разными названиями: Piano Red & The Interns, Dr. Feelgood & The Interns, Dr. Feelgood, The Interns и The Nurse. В состав группы также входили Рой Ли Джонсон (композитор «Mr. Moonlight», позже записанной The Beatles), и Альберт Уайт. После распада группы примерно в 1965 году Беверли Уоткинс играла с Эдди Тигнером и Ink Spots, Джозефом Смитом и Fendales, а затем с Лероем Реддингом и Houserockers до конца 1980-х. С Пиано Редом она играла до 1978 года. Она обосновалась в Атланте, став хорошо известной там в музыкальных кругах, и  получила регулярные концерты в Underground Atlanta, торговом и развлекательном районе в центре города и популярном месте уличных исполнителей .
Несмотря на долгую и непрерывную музыкальную карьеру и работу с такими артистами, как Джеймс Браун , Би Би Кинг, Рэй Чарльз и Арета Франклин, Беверли Уотсон так и не получила большой известности. C 1990-х жила в доме престарелых. Она была «вновь открыта» основателем Music Maker Relief Foundation Тимом Даффи, который начал приглашать её шоу и фестивали. В 1998 году Беверли Уотсон вместе с Коко Тейлор и Рори Блок была частью звездного турне Women of the Blues «Hot Mamas». В 1999 году записала свой дебютный альбом Back in Business получил номинацию на премию WC Handy Award в 2001 году в категории «Лучший дебют».
Уоткинс выступала как в США, так и за пределами страны до тех пор, пока в 2005 году ей не сделали операцию на сердце. Там же у неё обнаружили опухоль в лёгком. После восстановления она продолжила гастролировать и записываться.  Последние свои выступления давала летом 2019 года уже сидя в кресле .
Беверли Уоткинс умерла от сердечного приступа, которому предшествовал инсульт, 1 октября 2019 года в возрасте 80 лет, оставив сына и пятерых внуков .
«Не довольствуясь только своими соло, она все ещё использует несколько трюков гитарной шоу-вумен, например, размахивая гитарой за головой» .
Oxford American: «Она, вероятно, величайшая из ныне живущих блюзовых гитаристов, о которой никто никогда не слышал» .
Glide Mag: «Яростный вокал дополняется еще более яростной игрой на гитаре» .
The New York Times: «Она называла свою музыку низкопробным, громким блюзом и дополняла ее приятными публике выходками, которые она исполняла в свои 70 лет» 
«За сценой она могла бы быть вашей дружелюбной, посещающей церковь южной бабушкой; но на сцене у Беверли „Гитара“ Уоткинс было больше общего с Джими Хендриксом и Питом Таунсендом. Крики, вопли во весь голос, мощные риффы, соло с гитарой у затылка...»

## Дискография
- Back In Business (Music Maker Relief Foundation, 1999)
- The Feelings Of Beverly «Guitar» Watkins (Music Maker Relief Foundation, 2004)
- Don’t Mess With Miss Watkins (DixieFrog, 2007)
- The Spiritual Expressions Of... (Music Maker Relief Foundation, 2009)
- Beverly «Guitar» Watkins in Paris (Music Maker Relief Foundation, 2022, запись 2012) [6]